# Meerbeke (Ninove)
Meerbeke is een dorp in Belgische provincie Oost-Vlaanderen en een deelgemeente van Ninove, het was een zelfstandige gemeente tot aan de gemeentelijke herindeling van 1977. Meerbeke is qua bevolking de belangrijkste Ninoofse deelgemeente na Ninove-centrum. Meerbeke ligt net ten zuiden van het centrum van Ninove, er van gescheiden door de Dender. Door nieuwe woonwijken zijn de kernen vergroeid geraakt. Het dorp ligt in de Denderstreek.

## Geschiedenis
Meerbeke wordt reeds vermeld in 870 bij de Karolingische rijksverdeling (Verdrag van Meerssen). De plaats wordt er als Merrebecchi vermeld. In de 12de en 13de eeuw vindt men Merbecca, Merbec, Meerbeke en Merbeke. Volgens sommigen zou de naam afgeleid van "beke" en "meer" of "meere" wat zou staan voor paal of grens; de plaatsnaam zou dus naar een grensbeek verwijzen, naar de ligging op de grens van het oude Brabant.
Meerbeke behoorde tot de Brabantgouw. De parochie behoorde samen met het nabijgelegen Gooik en Lennik tot de Brabantse goederen van de abdij van Nijvel. Als heerlijkheid maakt Meerbeke vanaf 1085/1086 deel uit van het landgraafschap Brabant, dat omstreeks 1183/1184 deel uitmaakt van het hertogdom Brabant. De heren van Meerbeke of van Wedergrate heersen ook in Neigem, Denderwindeke, Appelterre en later ook in Pollare.
Kerkelijk behoorde Meerbeke tijdens de late middeleeuwen tot de dekenij Halle in het aartsdiakonaat Brabant (bisdom Kamerijk), vanaf 1559 bij het aartsbisdom Mechelen en na 1801 bij het bisdom Gent.
In 1795 voegden de Fransen Meerbeke bij het Scheldedepartement, dat in 1815 werd omgevormd tot de provincie Oost-Vlaanderen.
Bij de gemeentefusie van 1977 werd Meerbeke een deelgemeente van Ninove.

## Bezienswaardigheden

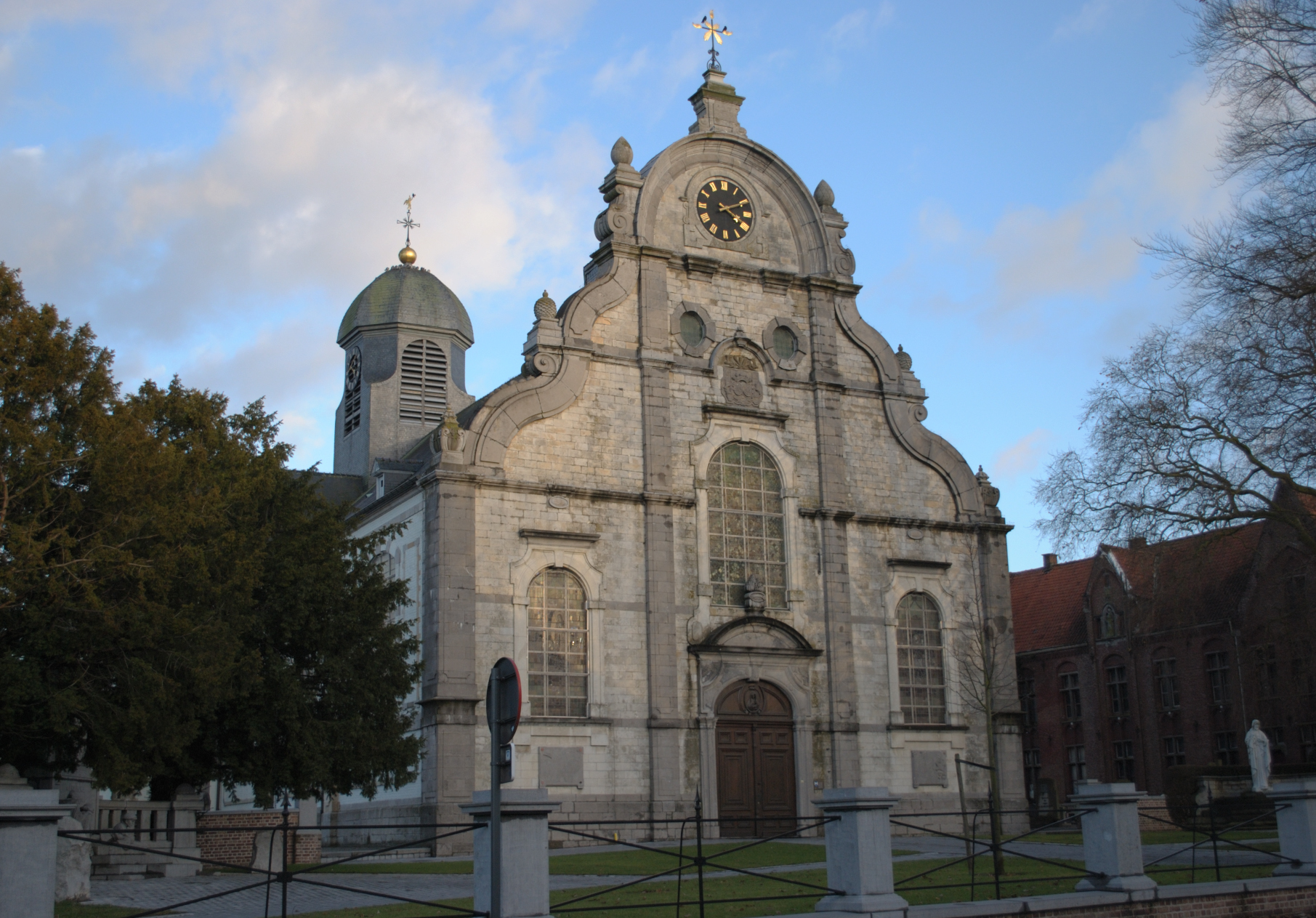
Sint-Pieterskerk

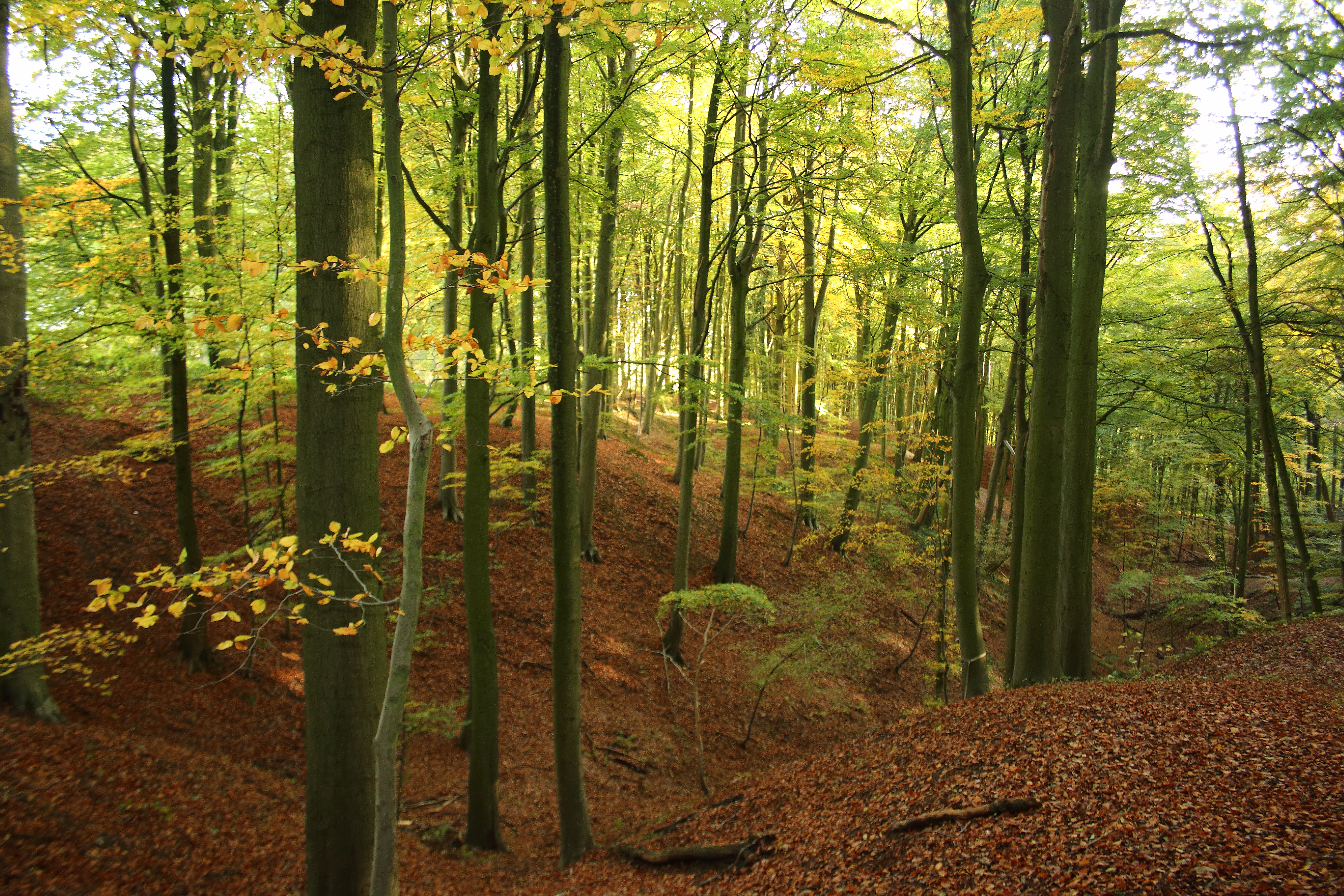
Neigembos

- De Sint-Pieterskerk heeft een koor dat een restant is van een romaanse kerk van ca 1100. Waarschijnlijk stond hier eerder de grafkapel van de H. Berlendis die in Meerbeke overleed. De kerk is beschermd monument. De kruisbeuk is gotisch, de voorgevel in rococostijl. In de kerk bevindt zich een Van Peteghem-orgel.
- De classicistische pastorij is eveneens een beschermd monument.
- De dorpskern als geheel is een beschermd dorpsgezicht.
- Het Kasteel van Vrekkem
- De Heilige Moeder Annakapel
- De Fonteintjesmolen
- Het Kasteel van Neigem, waarvan het hoofdgebouw op grondgebied Meerbeke ligt, maar de tuin en bijgebouwen op Neigem.

## Natuur en landschap
Meerbeke ligt nabij de Dender op een hoogte van 20-90 meter. De plaats is enigszins verstedelijkt en is vastgebouwd aan de bebouwing van de nabijgelegen stad Ninove. Ten zuidoosten van de kom van Meerbeke ligt het Neigembos op het grondgebied van Meerbeke.

## Demografische ontwikkeling
- Bronnen:NIS, Opm:1831 tot en met 1970=volkstellingen; 1976 = inwoneraantal op 31 december

## Politiek
Tot de gemeentelijke fusies van 1977 had Meerbeke een eigen gemeentebestuur en burgemeester. De laatste burgemeester was Etienne Cosyns, die daarna ook burgemeester van fusiegemeente Ninove zou worden. 
| Tijdspanne | Tijdspanne  | Burgemeester                     |
| ---------- | ----------- | -------------------------------- |
|            | 1634 - 1640 | Adriaan de Naeyer                |
|            | 1640 - 16?? | Christiaan Everpoel              |
|            | 1654 - 1681 | Cornelis Van Vrechem             |
|            | 1681 - 1715 | Jan van den Abeele               |
|            | 1715 - 1717 | Adriaan de Naeyer                |
|            | 1717 - 1726 | Jan Straetmans                   |
|            | 1726 - 1740 | Bartel van den Borre             |
|            | 1740 - 1741 | Nicolaas van Opdenbosch          |
|            | 1741 - 1759 | Bartel van den Borre             |
|            | 1759 - 1781 | Nicolaas van Opdenbosch          |
|            | 1781 - 1801 | J.-B. van Opdenbosch             |
|            | 1801 - 1803 | J. Baeyens                       |
|            | 1803 - 1812 | J.-G. de Lauw                    |
|            | 1812 - 1830 | Wijnand Goelens                  |
|            | 1830 - 1836 | Joannes Theophilus Herremans     |
|            | 1836 - 1842 | Karel Carlier                    |
|            | 1842- 1847  | Adolf De Lauw                    |
|            | 1847 - 1861 | Jan Van Vreckem                  |
|            | 1861 - 1863 | Pieter Francis Van Den Broeck    |
|            | 1863 - 1866 | J. Van Eesbeke                   |
|            | 1866 - 1889 | Ferdinand Goelens                |
|            | 1889 - 1908 | Karel Van Vreckem (Kath. Partij) |
|            | 1908 - 1921 | Leo Cosyns (Kath. Partij)        |
|            | 1921 - 1926 | Jan Richard Van Snick            |
|            | 1926 - 1945 | Jan Walckiers                    |
|            | 1945 - 1946 | Leo Cosyns                       |
|            | 1946 - 1964 | Polydore Roosens                 |
|            | 1964 - 1976 | Etienne Cosyns                   |

## Evenementen
Meerbeke was van 1973 tot 2011 jaarlijks de aankomstplaats van de eendaagse wielerwedstrijd de Ronde van Vlaanderen. Tot 1984 was er in deze wedstrijd een plaatselijke ronde, die in 1981 langs de Nellekensberg leidde.

## Toerisme
Door dit dorp loopt onder meer de Denderroute zuid.

## Sport
Van 1973 tot 2011 lag de aankomst van de Ronde van Vlaanderen in Meerbeke. In 2018 was Meerbeke de aankomstplaats van de vernieuwde Omloop Het Nieuwsblad, sinds 2019 is de aankomst verhuisd naar Centrum Ninove. In Meerbeke spelen de voetbalclubs VC Osta Meerbeke en KVK Ninove. De volleybalclub Mevoc is afkomstig uit Meerbeke maar speelt in de sporthal van Ninove.

## Bekende Meerbekenaars
Bekende personen die geboren of woonachtig zijn of waren in Meerbeke of een andere significante band met de plek hebben:
- Berlindis van Meerbeke
- Antoon Roosens (1929 - 2003), activist

## Nabijgelegen kernen
Ninove, Pollare, Denderwindeke, Neigem, Ledeberg, Onze-Lieve-Vrouw-Lombeek
Deelgemeenten: Appelterre-Eichem · Aspelare · Denderwindeke · Lieferinge · Meerbeke · Nederhasselt · Neigem · Ninove · Okegem · Outer · Pollare · Voorde

Belgische gemeenten · Arrondissement Aalst · Oost-Vlaanderen · Vlaanderen